# Akimpama
Akimpama är ett berg i Burundi.   Det ligger i provinsen Ruyigi, i den centrala delen av landet, 120 kilometer öster om huvudstaden Bujumbura. Toppen på Akimpama är 1 514 meter över havet.
Terrängen runt Akimpama är huvudsakligen kuperad, men söderut är den platt. Runt Akimpama är det ganska tätbefolkat, med 155 invånare per kvadratkilometer..
Omgivningarna runt Akimpama är en mosaik av jordbruksmark och naturlig växtlighet.